# أم أركيلة
أم أركيلة قرية سوريّة تتبع إداريّاً لمحافظة حلب منطقة دير حافر ناحية كويرس شرقي، بلغ تعداد سكانها 1,195 نسمة حسب التعداد السكاني لعام 2004.